# Hockey Pro League femenina 2024-25
La Hockey Pro League femenina de 2024-25 fue la sexta edición del campeonato de hockey sobre césped para equipos nacionales femeninos. El torneo comenzó el 30 de noviembre de 2024 y terminó el 29 de junio de 2025. Países Bajos ganó el torneo, dejando Argentina y Bélgica en segundo y tercer lugar. El equipo en segundo lugar, Argentina, se clasificó para el Campeonato mundial de 2026 en Países Bajos y Bélgica, puesto que el equipo de los Países Bajos ya era clasificado como uno de los anfitriones del mundial.

## Formato
Se sigue con el sistema de todos contra todos, limitando los movimientos de viaje por medio de una serie de "minitorneos" en los que tres equipos nacionales se encuentran en un mismo lugar para jugar dos veces contra los demás equipos. Al cancelar uno de los dos partidos jugados entre dos equipos, el ganador del otro partido recibirá el doble de puntos.
Una victoria vale tres puntos por partido. En caso de empate al final del tiempo reglamentario, ambos equipos recibirán un punto, y un shoot out determinará cual equipo recibirá un punto adicional. El equipo que termina en primer lugar de la clasificación final será el ganador de esta edición del Hockey Pro League. El equipo que termina en último lugar será relegado a la Hockey Nations Cup.

## Equipos clasificados
Como ganador de la Copa de Naciones, el equipo de España ascendió a la Pro League, reemplazando a Estados Unidos, que terminó último en la clasificación de la temporada pasada.
- Alemania
- Argentina
- Australia
- Bélgica
- China
- España
- India
- Inglaterra
- Países Bajos

## Resultados
Todos los partidos se encuentran en horario local.
| Pos. | Equipo           | Pts. | PJ | G  | GSO | PSO | P  | GF | GC | Dif. | Clasificación o descenso              |
| ---- | ---------------- | ---- | -- | -- | --- | --- | -- | -- | -- | ---- | ------------------------------------- |
| 1    | Países Bajos (C) | 42   | 16 | 13 | 1   | 1   | 1  | 69 | 22 | +47  |                                       |
| 2    | Argentina (Q)    | 34   | 16 | 9  | 3   | 1   | 3  | 36 | 20 | +16  | Clasificado para la Copa mundial 2026 |
| 3    | Bélgica          | 32   | 16 | 9  | 1   | 3   | 3  | 42 | 23 | +19  |                                       |
| 4    | China            | 28   | 16 | 8  | 1   | 2   | 5  | 34 | 28 | +6   |                                       |
| 5    | Australia        | 20   | 16 | 6  | 1   | 0   | 9  | 29 | 40 | −11  |                                       |
| 6    | España           | 20   | 16 | 6  | 1   | 0   | 9  | 22 | 49 | −27  |                                       |
| 7    | Alemania         | 16   | 16 | 4  | 1   | 2   | 9  | 30 | 35 | −5   |                                       |
| 8    | Inglaterra       | 14   | 16 | 4  | 1   | 0   | 11 | 20 | 44 | −24  |                                       |
| 9    | India (R)        | 10   | 16 | 2  | 1   | 2   | 11 | 22 | 43 | −21  | Relegado a la Copa de Naciones        |

 Fuente: FIH
Criterios de clasificación: 1) puntos; 2) partidos ganados; 3) diferencia de goles; 4) goles a favor; 5) resultados enfrentamientos entre sí; 6) goles de campo anotados.
| 30 de noviembre de 2024 | China                        | 2–2 (4–1 p.)               | Bélgica                     | Estadio Gongshu Canal Sports Park, Hangzhou,  |                                               |
| 19:30                   | Xu Weny. 20' · Zou 32'       | Reporte                    | Struijk 50' · Englebert 58' | Árbitra: Lim Hong-Zhen (SGP) Cookie Tan (SGP) | Árbitra: Lim Hong-Zhen (SGP) Cookie Tan (SGP) |
|                         |                              | Tiros desde el punto penal |                             |                                               |                                               |
|                         | Li H. · Zhang Y. · Fan · Dan |                            | Rasir · Marien · Blockmans  |                                               |                                               |

| 1 de diciembre de 2024 | China                | 2–1     | Inglaterra | Estadio Gongshu Canal Sports Park, Hangzhou,  |                                               |
| 19:30                  | Zhang W. 9' · Yu 39' | Reporte | Manton 1'  | Árbitra: Deepak Joshi (IND) Rama Potnis (IND) | Árbitra: Deepak Joshi (IND) Rama Potnis (IND) |

| 2 de diciembre de 2024 | Bélgica       | 1–3     | Inglaterra                   | Estadio Gongshu Canal Sports Park, Hangzhou,   |                                                |
| 19:30                  | Blockmans 41' | Reporte | Bingham 2', 32' · Bourne 58' | Árbitra: Lim Hong-Zhen (SGP) Rama Potnis (IND) | Árbitra: Lim Hong-Zhen (SGP) Rama Potnis (IND) |

| 3 de diciembre de 2024 | China      | 1–2     | Bélgica                      | Estadio Gongshu Canal Sports Park, Hangzhou, |                                              |
| 19:30                  | Liu C. 57' | Reporte | Schreurs 39' · Blockmans 46' | Árbitra: Deepak Joshi (IND) Cookie Tan (SGP) | Árbitra: Deepak Joshi (IND) Cookie Tan (SGP) |

| 4 de diciembre de 2024 | China                                               | 4–0     | Inglaterra | Estadio Gongshu Canal Sports Park, Hangzhou,    |                                                 |
| 19:30                  | Chen Ya. 17' · Zhang Y. 24' · He 28' · Chen Yu. 55' | Reporte |            | Árbitra: Lim Hong-Zhen (SGP) Deepak Joshi (IND) | Árbitra: Lim Hong-Zhen (SGP) Deepak Joshi (IND) |

| 5 de diciembre de 2024 | Inglaterra               | 2–8     | Bélgica                                                                                          | Estadio Gongshu Canal Sports Park, Hangzhou, |                                             |
| 19:30                  | Crowson 15' · Giglio 25' | Reporte | Blockmans 29' · Rasir 32' · Vanden Borre 41', 58' · Bonami 45+' · Moors 52' · Englebert 57', 59' | Árbitra: Cookie Tan (SGP) Rama Potnis (IND)  | Árbitra: Cookie Tan (SGP) Rama Potnis (IND) |

| 10 de diciembre de 2024 | Argentina                                  | 2–2 (3–2 p.)               | Alemania                                           | Polideportivo Provincial, Santiago del Estero,      |                                                     |
| 19:00                   | Larsen 8' · Jankunas 47'                   | Reporte                    | Krings 37' · Strauss 58'                           | Árbitra: Victoria Pazos (PAR) Pauline Cuypers (BEL) | Árbitra: Victoria Pazos (PAR) Pauline Cuypers (BEL) |
|                         |                                            | Tiros desde el punto penal |                                                    |                                                     |                                                     |
|                         | Díaz · Jankunas · Cairó · Pisthón · Alonso |                            | Stoffelsma · Schwabe · Strauss · Weidemann · Nolte |                                                     |                                                     |

| 11 de diciembre de 2024 | Alemania  | 1–6     | Países Bajos                                        | Polideportivo Provincial, Santiago del Estero,          |                                                         |
| 19:00                   | Nolte 52' | Reporte | Moes 17', 54' · Matla 30', 50' · Y. Jansen 41', 49' | Árbitra: Jonathan Altamirano (MEX) Victoria Pazos (PAR) | Árbitra: Jonathan Altamirano (MEX) Victoria Pazos (PAR) |

| 12 de diciembre de 2024 | Argentina                      | 2–3     | Países Bajos                                 | Polideportivo Provincial, Santiago del Estero,       |                                                      |
| 19:00                   | Bruggesser 26' · Gorzelany 45' | Reporte | Fokke 13' · Y. Jansen 20' · Van der Elst 44' | Árbitra: Pauline Cuypers (BEL) Benjamin Peters (USA) | Árbitra: Pauline Cuypers (BEL) Benjamin Peters (USA) |

| 13 de diciembre de 2024 | Argentina                                     | 1–1 (4–5 p.)               | Alemania                                    | Polideportivo Provincial, Santiago del Estero,       |                                                      |
| 19:00                   | Bruggesser 28'                                | Reporte                    | Schwabe 1'                                  | Árbitra: Tyler Klenk (CAN) Jonathan Altamirano (MEX) | Árbitra: Tyler Klenk (CAN) Jonathan Altamirano (MEX) |
|                         |                                               | Tiros desde el punto penal |                                             |                                                      |                                                      |
|                         | Díaz · Jankunas · Bruggesser · Cairó · Alonso |                            | Frerichs · Schwabe · Strauss · Nolte · Kurz |                                                      |                                                      |

| 14 de diciembre de 2024 | Países Bajos                              | 4–1     | Alemania | Polideportivo Provincial, Santiago del Estero,      |                                                     |
| 19:00                   | Matla 21' · Y. Jansen 47' · Moes 53', 57' | Reporte | Kurz 25' | Árbitra: Victoria Pazos (PAR) Pauline Cuypers (BEL) | Árbitra: Victoria Pazos (PAR) Pauline Cuypers (BEL) |

| 15 de diciembre de 2024 | Argentina                               | 3–2     | Países Bajos                  | Polideportivo Provincial, Santiago del Estero,      |                                                     |
| 19:00                   | Díaz 5' · Castellaro 52' · Granatto 58' | Reporte | Van der Elst 15' · Winter 53' | Árbitra: Victoria Pazos (PAR) Pauline Cuypers (BEL) | Árbitra: Victoria Pazos (PAR) Pauline Cuypers (BEL) |

| 4 de febrero de 2025 | China                        | 2–2 (2–3 p.)               | España                                         | Parque Olímpico de Sídney, Sídney,               |                                                  |
| 19:30                | Dan 33' · Ou 43'             | Reporte                    | F. Amundson 35' · Giné 59'                     | Árbitra: Amber Church (NZL) Minami Inamoto (JPN) | Árbitra: Amber Church (NZL) Minami Inamoto (JPN) |
|                      |                              | Tiros desde el punto penal |                                                |                                                  |                                                  |
|                      | Zou · Li H. · Fan · Dan · He |                            | Segú · Agulló · Giné · P. Jiménez · L. Jiménez |                                                  |                                                  |

| 5 de febrero de 2025 | Australia                                              | 4–1     | España      | Parque Olímpico de Sídney, Sídney,               |                                                  |
| 19:30                | J. Smith 8' · Squibb 35' · Schonell 40' · Williams 59' | Reporte | Álvarez 24' | Árbitra: Liu Xiaoying (CHN) Katrina Turner (NZL) | Árbitra: Liu Xiaoying (CHN) Katrina Turner (NZL) |

| 6 de febrero de 2025 | Australia                         | 2–2 (2–1 p.)               | China                               | Parque Olímpico de Sídney, Sídney,            |                                               |
| 19:30                | Colwill 15' · Schonell 16'        | Reporte                    | Tan J. 28', 56'                     | Árbitra: Amber Church (NZL) You Hyo-sik (KOR) | Árbitra: Amber Church (NZL) You Hyo-sik (KOR) |
|                      |                                   | Tiros desde el punto penal |                                     |                                               |                                               |
|                      | Hayes · Wilson · Young · Schonell |                            | Ou · Liu C. · Li H. · Zou · Chen Yi |                                               |                                               |

| 7 de febrero de 2025 | España                  | 2–3     | China                   | Parque Olímpico de Sídney, Sídney,                  |                                                     |
| 19:30                | Álvarez 3' · Mejías 45' | Reporte | Tan J. 6', 59' · Ou 57' | Árbitra: David Tomlinson (NZL) Minami Inamoto (JPN) | Árbitra: David Tomlinson (NZL) Minami Inamoto (JPN) |

| 8 de febrero de 2025 | Australia                            | 3–1     | España      | Parque Olímpico de Sídney, Sídney,                 |                                                    |
| 19:30                | J. Smith 10' · Hayes 40' · Young 49' | Reporte | Rogoski 14' | Árbitra: Minami Imamoto (JPN) Katrina Turner (NZL) | Árbitra: Minami Imamoto (JPN) Katrina Turner (NZL) |

| 9 de febrero de 2025 | Australia  | 1–3     | China                        | Parque Olímpico de Sídney, Sídney,               |                                                  |
| 19:30                | Squibb 21' | Reporte | Yu 15' · Hao 17' · Li H. 20' | Árbitra: Amber Church (NZL) Katrina Turner (NZL) | Árbitra: Amber Church (NZL) Katrina Turner (NZL) |

| 15 de febrero de 2025 | Alemania    | 1–2     | España                    | Estadio Kalinga, Bhubaneswar,                    |                                                  |
| 15:00                 | Schwabe 44' | Reporte | Petchamé 35' · Agulló 59' | Árbitra: Bevan Nichol (NZL) Tamara Leonard (AUS) | Árbitra: Bevan Nichol (NZL) Tamara Leonard (AUS) |

| 15 de febrero de 2025 | India                                    | 3–2     | Inglaterra                | Estadio Kalinga, Bhubaneswar,                      |                                                    |
| 17:15                 | Vaishnavi 6' · Deepika 25' · Navneet 59' | Reporte | Bourne 12' · Crackles 58' | Árbitra: Rawi Anbananthan (MAS) Wanri Venter (RSA) | Árbitra: Rawi Anbananthan (MAS) Wanri Venter (RSA) |

| 16 de febrero de 2025 | España                  | 2–1     | Alemania    | Estadio Kalinga, Bhubaneswar,                       |                                                     |
| 15:00                 | Rogoski 5' · Molina 38' | Reporte | Kresken 12' | Árbitra: Junko Wagatsuma (JPN) Ahmed El-Sayed (EGY) | Árbitra: Junko Wagatsuma (JPN) Ahmed El-Sayed (EGY) |

| 16 de febrero de 2025 | India                                                                    | 2–2 (1–2 p.)               | Inglaterra                                                               | Estadio Kalinga, Bhubaneswar,                        |                                                      |
| 17:15                 | Navneet 53' · Rutuja 57'                                                 | Reporte                    | Gillott 40' · Howard 56'                                                 | Árbitra: Annelize Rostron (RSA) Tamara Leonard (AUS) | Árbitra: Annelize Rostron (RSA) Tamara Leonard (AUS) |
|                       |                                                                          | Tiros desde el punto penal |                                                                          |                                                      |                                                      |
|                       | Navneet · Salima · Sunelita · Lalremsiami · Neha · Navneet · Lalremsiami |                            | Howard · Bourne · S. Hamilton · Crackles · Walker · Howard · S. Hamilton |                                                      |                                                      |

| 18 de febrero de 2025 | India                                 | 3–4     | España                                           | Estadio Kalinga, Bhubaneswar,                        |                                                      |
| 17:15                 | Baljeet 19' · Sakshi 38' · Rutuja 45' | Reporte | Rogoski 21' · Petchamé 25', 49' · L. Jiménez 52' | Árbitra: Timothy Sheahan (AUS) Junko Wagatsuma (JPN) | Árbitra: Timothy Sheahan (AUS) Junko Wagatsuma (JPN) |

| 19 de febrero de 2025 | India | 0–1     | España   | Estadio Kalinga, Bhubaneswar,                      |                                                    |
| 19:30                 |       | Reporte | Segú 49' | Árbitra: Tamara Leonard (AUS) Ahmed El-Sayed (EGY) | Árbitra: Tamara Leonard (AUS) Ahmed El-Sayed (EGY) |

| 19 de febrero de 2025 | Argentina          | 2–3     | Bélgica                              | Polideportivo Provincial, Santiago del Estero,        |                                                       |
| 21:30                 | Gorzelany 10', 24' | Reporte | Vanden Borre 27', 40' · Gerniers 33' | Árbitra: Sophie Bockelmann (GER) Maggie Giddens (USA) | Árbitra: Sophie Bockelmann (GER) Maggie Giddens (USA) |

| 20 de febrero de 2025 | Argentina                     | 2–1     | Australia    | Polideportivo Provincial, Santiago del Estero,        |                                                       |
| 21:30                 | Bruggesser 7' · Gorzelany 14' | Reporte | J. Smith 48' | Árbitra: Sophie Bockelmann (GER) Raphaël Adrien (GER) | Árbitra: Sophie Bockelmann (GER) Raphaël Adrien (GER) |

| 21 de febrero de 2025 | Inglaterra      | 1–5     | Países Bajos                                                       | Estadio Kalinga, Bhubaneswar,                       |                                                     |
| 15:30                 | O. Hamilton 57' | Reporte | Burg 27' · P. Dicke 33' · Fokke 37' · Matla 38' · Van der Elst 50' | Árbitra: Tamara Leonard (AUS) Timothy Sheahan (AUS) | Árbitra: Tamara Leonard (AUS) Timothy Sheahan (AUS) |

| 21 de febrero de 2025 | India | 0–4     | Alemania                                        | Estadio Kalinga, Bhubaneswar,                     |                                                   |
| 17:15                 |       | Reporte | Wortmann 3' · Schwabe 18', 47' · Hachenberg 59' | Árbitra: Junko Wagatsuma (JPN) Bevan Nichol (NZL) | Árbitra: Junko Wagatsuma (JPN) Bevan Nichol (NZL) |

| 21 de febrero de 2025 | Australia    | 1–2     | Bélgica              | Polideportivo Provincial, Santiago del Estero,    |                                                   |
| 21:30                 | Williams 55' | Reporte | Ballenghien 16', 43' | Árbitra: Maggie Giddens (USA) Darren Hubach (RSA) | Árbitra: Maggie Giddens (USA) Darren Hubach (RSA) |

| 22 de febrero de 2025 | Países Bajos                                                                   | 6–0     | Inglaterra | Estadio Kalinga, Bhubaneswar,                       |                                                     |
| 15:30                 | Veen 2' · Burg 35' · Van der Elst 39' · Albers 45' · Matla 50' · E. Jansen 54' | Reporte |            | Árbitra: Junko Wagatsuma (JPN) Ahmed El-Sayed (EGY) | Árbitra: Junko Wagatsuma (JPN) Ahmed El-Sayed (EGY) |

| 22 de febrero de 2025 | India       | 1–0     | Alemania | Estadio Kalinga, Bhubaneswar,                    |                                                  |
| 17:15                 | Deepika 12' | Reporte |          | Árbitra: Tamara Leonard (AUS) Wanri Venter (RSA) | Árbitra: Tamara Leonard (AUS) Wanri Venter (RSA) |

| 22 de febrero de 2025 | Argentina                                  | 0–0 (2–0 p.)               | Bélgica                                      | Polideportivo Provincial, Santiago del Estero,   |                                                  |
| 21:30                 |                                            | Reporte                    |                                              | Árbitra: Maggie Giddens (USA) Sean Edwards (ENG) | Árbitra: Maggie Giddens (USA) Sean Edwards (ENG) |
|                       |                                            | Tiros desde el punto penal |                                              |                                                  |                                                  |
|                       | Díaz · Bruggesser · Gorzelany · Albertario |                            | Dewaet · Ballenghien · D. Marien · Englebert |                                                  |                                                  |

| 23 de febrero de 2025 | Argentina                     | 2–1     | Australia   | Polideportivo Provincial, Santiago del Estero,        |                                                       |
| 21:30                 | Gorzelany 6' · Bruggesser 22' | Reporte | J. Smith 5' | Árbitra: Sophie Bockelmann (GER) Maggie Giddens (USA) | Árbitra: Sophie Bockelmann (GER) Maggie Giddens (USA) |

| 24 de febrero de 2025 | India          | 2–4     | Países Bajos                                    | Estadio Kalinga, Bhubaneswar,                      |                                                    |
| 17:15                 | Udita 18', 42' | Reporte | Reijnen 7' · Albers 34', 47' · Van der Elst 40' | Árbitra: Ahmed El-Sayed (EGY) Tamara Leonard (AUS) | Árbitra: Ahmed El-Sayed (EGY) Tamara Leonard (AUS) |

| 24 de febrero de 2025 | Bélgica                                          | 3–2     | Australia                   | Polideportivo Provincial, Santiago del Estero,        |                                                       |
| 21:30                 | Ballenghien 1' · Gerniers 24' · Vanden Borre 28' | Reporte | Williams 43' · Schonell 56' | Árbitra: Sophie Bockelmann (GER) Raphaël Adrien (GER) | Árbitra: Sophie Bockelmann (GER) Raphaël Adrien (GER) |

| 25 de febrero de 2025 | India                               | 2–2 (2–1 p.)               | Países Bajos                                  | Estadio Kalinga, Bhubaneswar,                         |                                                       |
| 17:15                 | Deepika 35' · Baljeet 43'           | Reporte                    | Sanders 17' · Van der Elst 28'                | Árbitra: Annelize Rostron (RSA) Junko Wagatsuma (JPN) | Árbitra: Annelize Rostron (RSA) Junko Wagatsuma (JPN) |
|                       |                                     | Tiros desde el punto penal |                                               |                                                       |                                                       |
|                       | Deepika · Dungdung · Khan · Baljeet |                            | Sanders · Veen · Van der Elst · Fokke · Dicke |                                                       |                                                       |

| 7 de junio de 2025 | España | 0–6     | Argentina                                                                     | Estadio Betero, Valencia,                           |                                                     |
| 11:00              |        | Reporte | Díaz 4' · Bruggesser 24' · Gorzelany 26', 58' · V. Granatto 29' · Pisthón 50' | Árbitra: Rebecca Edwards (ENG) Daniël Veerman (NED) | Árbitra: Rebecca Edwards (ENG) Daniël Veerman (NED) |

| 7 de junio de 2025 | Países Bajos                                                                      | 8–1     | Australia    | Estadio Wagener, Ámsterdam,                           |                                                       |
| 13:30              | Y. Jansen 2', 43', 47' · Sanders 3' · Veen 45' · Burg 46' · Matla 54' · Fokke 58' | Reporte | Williams 31' | Árbitra: Magali Sergeant (BEL) Michael Dutrieux (BEL) | Árbitra: Magali Sergeant (BEL) Michael Dutrieux (BEL) |

| 8 de junio de 2025 | España | 0–2     | Argentina                    | Estadio Betero, Valencia,                            |                                                      |
| 11:00              |        | Reporte | Falasco 29' · Bruggesser 32' | Árbitra: Jonas van't Hek (NED) Pauline Cuypers (BEL) | Árbitra: Jonas van't Hek (NED) Pauline Cuypers (BEL) |

| 8 de junio de 2025 | Países Bajos                                                    | 5–1     | Australia | Estadio Wagener, Ámsterdam,                           |                                                       |
| 13:30              | Veen 13' · Van den Heuvel 21' · Y. Jansen 30', 42' · Albers 48' | Reporte | Arnott 7' | Árbitra: Ivona Makar (CRO) Sébastien Michielsen (BEL) | Árbitra: Ivona Makar (CRO) Sébastien Michielsen (BEL) |

| 11 de junio de 2025 | Países Bajos                     | 3–2     | España                  | Estadio Wagener, Ámsterdam,                                |                                                            |
| 17:30               | Y. Jansen 9', 51' · De Waard 10' | Reporte | Petchamé 21' · Giné 52' | Árbitra: Michael Dutrieux (BEL) Łukasz Zwierzchowski (POL) | Árbitra: Michael Dutrieux (BEL) Łukasz Zwierzchowski (POL) |

| 12 de junio de 2025 | Países Bajos                                                                                              | 11–2    | España                       | Estadio Wagener, Ámsterdam,                           |                                                       |
| 17:30               | Van der Elst 2' · Y. Jansen 5', 17', 30', 31', 42' · Veen 21' · Matla 23' · Fokke 25', 59' · P. Dicke 49' | Reporte | Álvarez 19' · L. Barrios 21' | Árbitra: Łukasz Zwierzchowski (POL) Ben Göntgen (GER) | Árbitra: Łukasz Zwierzchowski (POL) Ben Göntgen (GER) |

| 14 de junio de 2025 | Australia                                     | 3–2     | India                  | Lee Valley Hockey and Tennis Centre, Londres,       |                                                     |
| 11:00               | Schonell 16' · Pickering 22' · T. Stewart 35' | Reporte | Deepika 44' · Neha 52' | Árbitra: Rebecca Edwards (ENG) Gemma Calderón (ESP) | Árbitra: Rebecca Edwards (ENG) Gemma Calderón (ESP) |

| 14 de junio de 2025 | Bélgica                                           | 4–2     | Alemania                  | Wilrijkse Plein, Amberes,                         |                                                   |
| 13:00               | Vanden Borre 8', 13' · Struijk 48' · Schreurs 52' | Reporte | Nolte 2' · Hachenberg 13' | Árbitra: Paul Walker (ENG) Lorijn de Kraker (NED) | Árbitra: Paul Walker (ENG) Lorijn de Kraker (NED) |

| 14 de junio de 2025 | Países Bajos                                | 3–1     | China      | Estadio Wagener, Ámsterdam,                           |                                                       |
| 13:30               | Moes 29' · Van der Elst 35' · Y. Jansen 35' | Reporte | Tan J. 54' | Árbitra: Ivona Makar (CRO) Sébastien Michielsen (BEL) | Árbitra: Ivona Makar (CRO) Sébastien Michielsen (BEL) |

| 14 de junio de 2025 | Inglaterra | 1–3     | Argentina                        | Lee Valley Hockey and Tennis Centre, Londres,         |                                                       |
| 15:30               | Curtis 12' | Reporte | Gorzelany 9', 19' · Jankunas 59' | Árbitra: Kamilė Mockaitytė (LTU) Raphaël Adrien (GER) | Árbitra: Kamilė Mockaitytė (LTU) Raphaël Adrien (GER) |

| 15 de junio de 2025 | India        | 1–2     | Australia                  | Lee Valley Hockey and Tennis Centre, Londres,      |                                                    |
| 10:30               | Vaishnavi 3' | Reporte | Lawton 37' · Pickering 60' | Árbitra: Rebecca Edwards (ENG) Clare Barwood (WAL) | Árbitra: Rebecca Edwards (ENG) Clare Barwood (WAL) |

| 15 de junio de 2025 | Bélgica                                                      | 2–2 (3–2 p.)               | Alemania                                                   | Wilrijkse Plein, Amberes,                          |                                                    |
| 13:00               | Puvrez 15' · Bonami 30'                                      | Reporte                    | Nolte 41' · Landshut 50'                                   | Árbitra: Federico Silva (ARG) Daniël Veerman (NED) | Árbitra: Federico Silva (ARG) Daniël Veerman (NED) |
|                     |                                                              | Tiros desde el punto penal |                                                            |                                                    |                                                    |
|                     | Verhees · Ballenghien · Rasir · Englebert · Breyne · Verhees |                            | Zimmermann · Schwabe · Strauss · Frerichs · Kurz · Strauss |                                                    |                                                    |

| 15 de junio de 2025 | Países Bajos                       | 3–1     | China        | Estadio Wagener, Ámsterdam,                      |                                                  |
| 13:30               | Fokke 4' · Matla 13' · Sanders 42' | Reporte | Zhang Y. 11' | Árbitra: Ivona Makar (CRO) Magali Sergeant (BEL) | Árbitra: Ivona Makar (CRO) Magali Sergeant (BEL) |

| 15 de junio de 2025 | Inglaterra | 0–1     | Argentina     | Lee Valley Hockey and Tennis Centre, Londres,         |                                                       |
| 15:00               |            | Reporte | Gorzelany 17' | Árbitra: Gemma Calderón (ESP) Kamilė Mockaitytė (LTU) | Árbitra: Gemma Calderón (ESP) Kamilė Mockaitytė (LTU) |

| 17 de junio de 2025 | Inglaterra | 1–0     | Australia | Lee Valley Hockey and Tennis Centre, Londres,          |                                                        |
| 11:00               | Manton 10' | Reporte |           | Árbitra: Irene Presenqui (ARG) Kamilė Mockaitytė (LTU) | Árbitra: Irene Presenqui (ARG) Kamilė Mockaitytė (LTU) |

| 17 de junio de 2025 | Argentina                             | 4–1     | India       | Lee Valley Hockey and Tennis Centre, Londres,   |                                                 |
| 15:30               | Falasco 29' · Gorzelany 40', 54', 59' | Reporte | Deepika 30' | Árbitra: Alison Keogh (IRL) Clare Barwood (WAL) | Árbitra: Alison Keogh (IRL) Clare Barwood (WAL) |

| 17 de junio de 2025 | Bélgica                                                                          | 6–0     | España | Wilrijkse Plein, Amberes,                             |                                                       |
| 18:00               | Englebert 4' · Vanden Borre 28', 29' · Rasir 29' · Hillewaert 51' · Schreurs 55' | Reporte |        | Árbitra: Aleisha Neumann (AUS) Lorijn de Kraker (NED) | Árbitra: Aleisha Neumann (AUS) Lorijn de Kraker (NED) |

| 18 de junio de 2025 | India                                    | 2–2 (0–2 p.)               | Argentina                            | Lee Valley Hockey and Tennis Centre, Londres,              |                                                            |
| 15:30               | Navneet 50' · Deepika 56'                | Reporte                    | Gorzelany 27', 37'                   | Árbitra: Rebecca Edwards (ENG) Jonathan van Hoesslin (RSA) | Árbitra: Rebecca Edwards (ENG) Jonathan van Hoesslin (RSA) |
|                     |                                          | Tiros desde el punto penal |                                      |                                                            |                                                            |
|                     | Deepika · Rutuja · Lalremsiami · Baljeet |                            | Díaz · Bruggesser · Jankunas · Cairó |                                                            |                                                            |

| 18 de junio de 2025 | Inglaterra | 0–3     | Australia                                 | Lee Valley Hockey and Tennis Centre, Londres,     |                                                   |
| 17:45               |            | Reporte | J. Smith 26' · G. Stewart 44' · Hayes 50' | Árbitra: Alison Keogh (IRL) Irene Presenqui (ARG) | Árbitra: Alison Keogh (IRL) Irene Presenqui (ARG) |

| 18 de junio de 2025 | Bélgica | 0–1     | España      | Wilrijkse Plein, Amberes,                        |                                                  |
| 18:00               |         | Reporte | Álvarez 14' | Árbitra: Ahmed El-Sayed (EGY) Tim Meissner (GER) | Árbitra: Ahmed El-Sayed (EGY) Tim Meissner (GER) |

| 21 de junio de 2025 | Inglaterra | 0–1     | España     | Lee Valley Hockey and Tennis Centre, Londres,                |                                                              |
| 13:00               |            | Reporte | Mejías 51' | Árbitra: Jonathan van Hoesslin (RSA) Kamilė Mockaitytė (LTU) | Árbitra: Jonathan van Hoesslin (RSA) Kamilė Mockaitytė (LTU) |

| 21 de junio de 2025 | Bélgica                                                          | 5–1     | India      | Wilrijkse Plein, Amberes,                             |                                                       |
| 13:00               | Brasseur 37', 55' · Breyne 41' · Ballenghien 54' · Englebert 58' | Reporte | Deepika 6' | Árbitra: Harry Collinson (ENG) Lorijn de Kraker (NED) | Árbitra: Harry Collinson (ENG) Lorijn de Kraker (NED) |

| 21 de junio de 2025 | Argentina                              | 3–1     | China      | Ernst Reuter Sportfeld, Berlín,                      |                                                      |
| 14:00               | Ortiz 10' · Falasco 18' · Jankunas 58' | Reporte | Chen Yi 2' | Árbitra: Kristy Robertson (AUS) Ayanna McClean (TTO) | Árbitra: Kristy Robertson (AUS) Ayanna McClean (TTO) |

| 21 de junio de 2025 | Alemania                                              | 4–0     | Australia | Ernst Reuter Sportfeld, Berlín,                 |                                                 |
| 16:30               | Strauss 6' · Krings 32' · Schwabe 35' · Fleschütz 48' | Reporte |           | Árbitra: Hannah Harrison (ENG) Emi Yamada (JPN) | Árbitra: Hannah Harrison (ENG) Emi Yamada (JPN) |

| 22 de junio de 2025 | Inglaterra                                | 4–1     | España         | Lee Valley Hockey and Tennis Centre, Londres,      |                                                    |
| 12:00               | Axford 3', 38' · Gardens 43' · Petter 59' | Reporte | P. Jiménez 14' | Árbitra: Irene Presenqui (ARG) Clare Barwood (WAL) | Árbitra: Irene Presenqui (ARG) Clare Barwood (WAL) |

| 22 de junio de 2025 | Bélgica                          | 2–0     | India | Wilrijkse Plein, Amberes,                          |                                                    |
| 13:00               | Ballenghien 40' · Hillewaert 34' | Reporte |       | Árbitra: Ahmed El-Sayed (EGY) Federico Silva (ARG) | Árbitra: Ahmed El-Sayed (EGY) Federico Silva (ARG) |

| 22 de junio de 2025 | Alemania                            | 3–4     | Australia                                                 | Ernst Reuter Sportfeld, Berlín,                    |                                                    |
| 14:00               | Strauss 3' · Wanner 27' · Nolte 27' | Reporte | Schonell 29' · Hayes 33' · G. Stewart 43' · Pickering 45' | Árbitra: Paul van den Asuum (NED) Emi Yamada (JPN) | Árbitra: Paul van den Asuum (NED) Emi Yamada (JPN) |

| 22 de junio de 2025 | China            | 2–1     | Argentina   | Ernst Reuter Sportfeld, Berlín,                       |                                                       |
| 16:30               | Deng 3' · Ma 25' | Reporte | Granatto 1' | Árbitra: Hannah Harrison (ENG) Kristy Robertson (AUS) | Árbitra: Hannah Harrison (ENG) Kristy Robertson (AUS) |

| 24 de junio de 2025 | Alemania                        | 2–3     | China                            | Ernst Reuter Sportfeld, Berlín,                |                                                |
| 17:00               | Hachenberg 10' · Stoffelsma 30' | Reporte | Huang 25' · Dan 39' · Tan J. 57' | Árbitra: Ayanna McClean (TTO) Emi Yamada (JPN) | Árbitra: Ayanna McClean (TTO) Emi Yamada (JPN) |

| 25 de junio de 2025 | Alemania                        | 2–1     | China    | Ernst Reuter Sportfeld, Berlín,                       |                                                       |
| 17:00               | Wiedermann 23' · Zimmermann 49' | Reporte | Zeng 36' | Árbitra: Hannah Harrison (ENG) Kristy Robertson (AUS) | Árbitra: Hannah Harrison (ENG) Kristy Robertson (AUS) |

| 28 de junio de 2025 | China                                | 3–0     | India | Ernst Reuter Sportfeld, Berlín,                  |                                                  |
| 14:00               | Chen Ya. 21' · Zhang Y. 26' · Yu 45' | Reporte |       | Árbitra: Hideki Kinoshita (JPN) Emi Yamada (JPN) | Árbitra: Hideki Kinoshita (JPN) Emi Yamada (JPN) |

| 28 de junio de 2025 | Bélgica | 0–2     | Países Bajos                  | Wilrijkse Plein, Amberes,                    |                                              |
| 15:30               |         | Reporte | Jansen 30' · Van der Elst 42' | Árbitra: Ben Göntgen (GER) Ivona Makar (CRO) | Árbitra: Ben Göntgen (GER) Ivona Makar (CRO) |

| 28 de junio de 2025 | Alemania | 0–1     | Inglaterra | Ernst Reuter Sportfeld, Berlín,                     |                                                     |
| 16:30               |          | Reporte | Neal 6'    | Árbitra: Ayanna McClean (TTO) Magali Sergeant (BEL) | Árbitra: Ayanna McClean (TTO) Magali Sergeant (BEL) |

| 29 de junio de 2025 | Alemania                               | 4–2     | Inglaterra           | Ernst Reuter Sportfeld, Berlín,                      |                                                      |
| 14:00               | Kurz 2', 59' · Strauss 39' · Nolte 47' | Reporte | Axford 9' · Hunt 13' | Árbitra: Kristy Robertson (AUS) Ayanna McClean (TTO) | Árbitra: Kristy Robertson (AUS) Ayanna McClean (TTO) |

| 29 de junio de 2025 | Bélgica                                  | 2–2 (0–2 p.)               | Países Bajos             | Wilrijkse Plein, Amberes,                            |                                                      |
| 15:30               | Marien 41', 59'                          | Reporte                    | Matla 2' · Y. Jansen 60' | Árbitra: Ole Ingwersen (GER) Kamilė Mockaitytė (LTU) | Árbitra: Ole Ingwersen (GER) Kamilė Mockaitytė (LTU) |
|                     |                                          | Tiros desde el punto penal |                          |                                                      |                                                      |
|                     | Gerniers · Hillewaert · Schreurs · Rasir |                            | Moes · De Waard · Matla  |                                                      |                                                      |

| 29 de junio de 2025 | India                    | 2–3     | China                         | Ernst Reuter Sportfeld, Berlín,                 |                                                 |
| 16:30               | Sunelita 9' · Rutaja 38' | Reporte | Zhang Y. 19', 30' · Xu W. 53' | Árbitra: Magali Sergeant (BEL) Emi Yamada (JPN) | Árbitra: Magali Sergeant (BEL) Emi Yamada (JPN) |